# Bystrá (Banská Bystrica)
|  | No s'ha de confondre amb Bystrá (Prešov). |

Bystrá és un poble i municipi d'Eslovàquia que es troba a la regió de Banská Bystrica.

## Història
La primera menció escrita de la vila es remunta al 1563.

## Demografia
| Godina             | 1994 | 2004    | 2014  | 2024    |
| ------------------ | ---- | ------- | ----- | ------- |
| Nombre de persones | 231  | 200     | 193   | 152     |
| Diferència         |      | −13,41% | −3,5% | −21,24% |

| Godina             | 2023 | 2024   |
| ------------------ | ---- | ------ |
| Nombre de persones | 148  | 152    |
| Diferència         |      | +2,70% |